# Камерунско-мексиканские отношения
Камерунско-мексиканские отношения — двусторонние дипломатические отношения между Камеруном и Мексикой. Страны являются членами Организации Объединённых Наций.

## История
22 декабря 1975 года страны установили дипломатические отношения. Связи развивались в основном в рамках многосторонних форумов.
В 2010 году был осуществлён визит в Камерун делегации Отдела по делам женщин и семьи из правительства Мексики, что является одним из примеров сотрудничества. Делегация прибыла, чтобы поведать о программах, реализуемых секретариатом благосостояния, Национальной системой целостного развития семьи и Национальным институтом женщин. Кроме того, правительство Мексики предоставляет стипендии студентам из Камеруна для обучения в аспирантуре, а также предлагает курсы внешней политики и испанского языка для дипломатов в Институте Матиаса Ромеро. Кроме того, делегация Центра демократии и избирательных исследований, Избирательной комиссии и Национального форума стратегических участников избирательной кампании Камеруна приняла участие в Международном семинаре по вопросам проведения выборов и правосудия, организованного Национальным избирательным институтом Мексики. В 2010 году правительство Камеруна направило делегацию в Канкун из семнадцати человек для участия в Конференции ООН по изменению климата.
Кроме того, между странами были осуществлены визиты по следующим поводам: заместитель директора по делам Центральной Америки и Карибского бассейна министерства иностранных дел Камеруна прибыл в Мексику во время Недели Африки. Посол Мексики в Нигерии, аккредитованный и для работы в Камеруне, представлял правительство Мексики на праздновании 50-летия независимости Камеруна в 2010 году. Последний визит был нанесён министром экономики, планирования и землепользования Камеруна по случаю его участия в 1-м заседании Глобального альянса за эффективное сотрудничество в целях развития, проходившем в Мексике.
В 2019 году несколько сот камерунских мигрантов прибыли в Мексику, направляясь к государственной границе между США и Мексикой. Многие мигранты пытались просить убежища в Соединённых Штатах из-за нарушений прав человека в Камеруне и сепаратистского конфликта в Амбазонии. Однако, большинству камерунцев было отказано во въезде в Соединённые Штаты, и некоторые из них в итоге получили убежище в Мексике.

## Дипломатические миссии
- Камерун реализует свои интересы в Мексике через посольство в Вашингтоне (США)[6].
- Интересы Мексики в Камеруне представлены через посольство в Абудже (Нигерия)[7].